# Убери
«Убери» — второй эпизод двадцать первого сезона мультсериала «Южный Парк». Вышел 20 сентября 2017 года в США. В России премьера состоялась 28 сентября 2017 года на телеканале Paramount Comedy.

## Сюжет
Твик исполняет эмоциональную песню, в которой он отчаянно предупреждает о растущей напряжённости в отношениях между США и Северной Кореей. Мальчики просят Крейга Такера успокоить Твика. Твик отправляет кексы в Северную Корею. Картман говорит, что Хайди хотела покончить с собой из-за расставания и поэтому они снова вместе. Хайди отправляет Стэну голосовую запись разговора, где Картман говорит Хайди, что он покончит с собой, если она не даст ему ещё один шанс. Хайди просит Стэна держать запись в секрете, но он делится ею с друзьями. Картман хочет рассказать всем о том, что хочет покончить с собой, но ПК Директор говорит, что школа повышает осведомлённость проблемы с отвлекаемостью водителей за рулём.
Твик успокаивается, узнав, что Ким Чен Ын положительно оценил его кексы, и снова впадает в истерику после прочтения твита президента США. Картман исполняет песню в школе, чтобы сообщить всем, что он готов совершить самоубийство, в это время одного ученика сбивает автомобиль, водитель которой отвлёкся на чтение твитов президента. Картман продолжает говорить прохожим, что он убьёт себя, если к его акции не подключатся люди. Хайди понимает, что он просто хочет привлечь внимание к себе.
Северная Корея запускает ядерную ракету над домом Твика. Крейг выводит Твика в парк развлечений, чтобы успокоить его, но Твик получает уведомление о новом сообщении президента и снова приходит в панику. Водители отвлекаются на прочтение сообщение, что приводит к плохим последствиям.
Во время обеда в школе учеников просят собраться в актовом зале, но Картман перебивает сообщением о собрании по теме самоубийства. Хайди просит Картмана прекратить его эгоистичное поведение. Крейг выслушивает Твика, после чего Твик успокаивается. В школе Твик и Крейг исполняют песню, которая призывает людей не использовать свои мобильные устройства, если их изберут президентом. Картман прерывает песню, радостно заявляя, что не убьёт себя.

## Смерть Кенни
Фотография Кенни была показана среди фотоальбома погибших детей.

## Приём
Критики хорошо приняли эту серию, однако отметив, что она может вызывать противоречивые чувства из-за поднятых в ней тем. В IGN эпизод оценили в 9.0 баллов из 10. Сайт 411mania поставил 8.0 из 10. В The A.V. Club эпизод был оценён в «B+». От Den of Geek серия получила 4.5 звезды из 5.